# Америчке експедиционе снаге
Америчке експедиционе снаге (АЕФ) састојале су се од оружаних снага САД које су послате у Европу за време Првог светског рата. Током похода САД у Првом светском рату АЕФ су се бориле у Француској током последње године рата заједно са француским и британским савезничким снагама против снага империјалистичке Немачке. Исте године, неке трупе су се заједно са Италијанима бориле против аустроугарских снага. АЕФ су помогле француској војсци на Западном фронту током офанзиве на Ени јуна 1918. године, а дали су и велики допринос током акција у бици код Сент Михијела и офанзиву на Муз и Аргон.